# Genadij Ivanovič Nevelskoj
Genadij Ivanovič Nevelskoj (rusko Генна́дий Ива́нович Невельско́й,  ruski pomorščak in mornariški častnik, * 5. december 1813, Drakino, Soligaličski Ujezd, Kostromska gubernija, † 29. april 1876, Sankt Peterburg).
8. aprila 1829 je začel študirati na pomorski kadetnici v Sankt Peterburgu. Leta 1832 je diplomiral kot en najboljših v generaciji.
Leta 1848 se je Nevelskoj kot poveljnik odpravil na Amursko odpravo 1849–1855 na območje današnjega ruskega Daljnega vzhoda. Raziskoval je Sahalin in izliv reke Amur. Dokazal je, da Tartarski preliv ni zaliv, temveč ožina, povezana z izlivom Amurja z ozkim prelivom (kasneje poimenovan preliv Nevelskega. 13. avgusta 1850 je ustanovil Nikolajevsk na Amurju, prvo rusko naselbino na tem območju.
Po tej odpravi je živel v Sankt Peterburgu in se ni več udejstvoval morskih odprav. 1. januarja 1864 je bil povišan v viceadmirala, 1. januarja 1874 pa v admirala. Zaradi udeležbe v Amurski odpravi se mu je poslabšalo zdravje, zaradi česar je moral občasno potovati v tujino.
O svoji odpravi je želel napisati knjigo. Pri pisanju mu je pomagala njegova žena, Jekaterina Ivanovna Nevelskaja in leta 1875 je bila knjiga večinoma končana.
Genadij Ivanovič Nevelskoj je umrl 29. aprila 1876 v Sankt Peterburgu in je bil pokopan v Novodevičjem pokopališču.
Po njem je poimenovana amfibijskodesantna ladja projekta 775 ruske Tihooceanske flote in ulice v Južno-Sahalinsku ter več drugih mestih.